# Коммунар (Гатчинский муниципальный округ)
Коммуна́р — город (с 1993 года) в России в Гатчинском муниципальном округе Ленинградской области. С 1953 — посёлок городского типа, с 1993 — город. В 1996 году вышел из состава Гатчинского района и стал самостоятельным муниципальным образованием. 1 января 2006 года вновь вошёл в состав Гатчинского муниципального района как городское поселение. 13 мая 2024 года городское поселение было упразднено в связи с образованием Гатчинского муниципального округа вместо Гатчинского района. Город является центром целлюлозно-бумажной промышленности.

## История
На «Топографической карте окрестностей Санкт-Петербурга» Военно-топографического депо Главного штаба 1817 года упомянута мыза Графская Славянка и при ней Слобода Графская Славянка из 133 дворов.
На «Топографической карте окрестностей Санкт-Петербурга» Ф. Ф. Шуберта 1831 года упомянута мыза Графская Славянка графа фон-дер Палена и при ней деревня Андропшина из 139 дворов.

АНТРОПШИНА — деревня принадлежит Самойловой, графине, число жителей по ревизии: 572 м. п., 542 ж. п. 

В ней: церковь каменная во имя Св. Великомученицы Екатерины, господская каменная мыза именуемая СЛОВЯНКА. (1838 год)

Основан в 1840-х годах как центр обширных землевладений графини Самойловой, получивший по титулу владелицы и своему расположению название Графская Славянка. Земли она унаследовала по материнской линии Скавронских, братьев императрицы Екатерины I, которая и пожаловала эти земли. В 1846 в связи с отъездом графини за границу имение было куплено Департаментом уделов, ведавшим земельной собственностью царской семьи, после чего название было заменено на Павловская, а затем Царская Славянка.
Датой основания города (первое упоминание о населённом пункте) считается 17 ноября 1843 года.

ПАВЛОВСКАЯ СЛАВЯНКА — село Красносельского удельного имения, по почтовому тракту от уездного города — 21 верста, от станового — 3 версты; число дворов — 182, число душ — 593 м. п. (1856 год)

ЦАРСКАЯ СЛАВЯНКА — мыза удельная при прудах и речке Славянке, по шоссейной дороге из Павловска на Гатчинское шоссе в д. Романово, в 9 верстах от Царского Села, число дворов — 7, число жителей: 18 м п., 11 ж. п.; Церковь православная. Дворец. Сельское училище. 

РОДЖЕРСА — фабрика при реке Ижоре, число дворов — 3, число жителей: 76 м. п., 40 ж. п.; Фабрика писчебумажная. (1862 год)

- План имения Царская Славянка. 1885 год

Сборник Центрального статистического комитета давал такое описание:

АНТРОПШИНА (БОЛЬШАЯ ГРАФСКАЯ, ЦАРСКАЯ СЛАВЯНКА) — слобода бывшая удельная при речке Славянке, дворов — 223, жителей — 1348; 11 лавок. (1885 год).

Согласно материалам по статистике народного хозяйства Царскосельского уезда 1888 года, одно имение при слободе Антропшино площадью 17 десятин принадлежало мещанину Ф. С. Семёнову, имение было приобретено частями в 1882—1885 годах за 1575 рублей. Второе имение, площадью 9 десятин, принадлежало крестьянину Ярославской губернии Н. И. Жижину, оно было приобретено в 1881 году за 1000 рублей. Третье имение, площадью 3 десятины, принадлежало титулярному советнику А. А. Назаревскому, оно было приобретено в 1877 году за 700 рублей.
Согласно данным первой переписи населения Российской империи:

ЦАРСКАЯ СЛАВЯНКА (ПОКРОВСКАЯ И АНТРОПШИНО) — слобода, православных — 2243, мужчин — 1115, женщин — 1282, обоего пола — 2397. (1897 год)

В конце XIX — начале XX века мыза фабрика и слобода административно относились к Покровской волости 1-го стана Царскосельского уезда Санкт-Петербургской губернии.
До 1918 года носил название посёлок при фабрике Роджерса и Пейффера.
По административным данным 1933 года населённый пункт назывался выселок Коммунар и входил в состав Менделево-Коккелевского финского национального сельсовета Красногвардейского района.
- Слобода Антропшино и посёлок Коммунар. 1939 год

Согласно данным топографической карты Ленинградской области 1939 года посёлок Коммунар насчитывал 37 дворов, в посёлке располагался сельсовет, работала школа.
В 1951 году в посёлке было построено девять одноэтажных двухквартирных домов, два двухэтажных деревянно-брусчатых, четыре одноэтажных кирпичных. Поселковая больница на 35 коек размещалась в восстановленном в 1949 году здании детских яслей, а в 1954 году был построен больничный комплекс: поликлиника и больница. В 1956—1957 годах был надстроен второй этаж больницы, число больничных коек увеличилось до 75, открылись хирургическое, детское, терапевтическое и родильное отделения. В поликлинике работало десять кабинетов.
Указом Президиума ВС РСФСР от 8 октября 1953 года населённый пункт при фабрике «Коммунар» был отнесён к категории рабочих посёлков с присвоением наименования Коммунар. Председателем исполкома поссовета стал Шаманов Иван Николаевич, 1910 года рождения, имеющий пять классов образования, член КПСС. Коммунаровский поселковый Совет был образован на территории бывшего Антропшинского сельского Совета и части территории Покровского сельского Совета. В черту рабочего посёлка Коммунар также вошли и населённые пункты при фабрике «Комсомолец», Местелево, Гайколово, Ванга-Мыза и другие.
В 1956 году индивидуальные застройщики возвели 25 домов общей площадью 1117 м². Всего за 1956—1960 годы было введено более 6000 м² жилой площади, сооружены баня и прачечная, дошкольные учреждения и культурно-бытового обслуживания, столовая и магазины. В 1957 году состоялось торжественное открытие новой средней школы, а старую деревянную разобрали и построили начальную школу со спортивным залом размером 22×11 м. Это был первый спортивный зал в Гатчинском районе. Начал свою работу в 1957 году и новый стадион, построенный методом народной стройки.
31 декабря 1959 года на базе кожевенного цеха Павловской обувно-галантерийной фабрики был основан кожевенный завод в деревне Антропшино, а в 1962 году предприятие было перепрофилировано в Антропшинскую фабрику по переработке вторичного сырья (ныне ОАО «Фанема»). Это небольшое предприятие на сегодняшний день оснащено современным оборудованием по производству напольного покрытия, основы для линолеума, современного материала синтепон. Особой популярностью пользуется новый материал — дернит, используемый для строительства дорог на Дальнем Востоке и Севере России.
В июне 1982 года в посёлке Коммунар была пущена первая очередь Ленинградской картонной фабрики мощностью 100 тысяч тонн немелованного картона в год. В декабре 1982 года была введена в эксплуатацию вторая очередь фабрики — 100 тысяч тонн. Основным сырьём для выработки картона является макулатура (80-85 %) и белёная сульфатная целлюлоза (15—20 %). Современная схема очистки промышленных стоков позволяет 65 % очищенных вод возвращать в производство картона.
В 1985—1986 годах с пуском второй очереди фабрики начался выпуск заготовок коробок для упаковки пищевых продуктов, моющих средств, обуви, медицинских препаратов, детских игрушек и других товаров. В 1988 году комбинат вышел на проектную мощность (200 тыс. тонн), а 12 октября 1988 года была выработана миллионная тонна картона. В декабре 1990 года ЛКФ переименована в Ленинградский картонно-полиграфический комбинат, в 1992 году комбинат был акционирован. Основными собственниками комбината являются «Илим Палп Энтерпрайз» (Санкт-Петербург) и фирма «Кнауэр Инжиниринг» (Германия).
В начале 1970-х годов в посёлке вместо одноэтажных «финских» домиков началось строительство многоэтажных домов, а в 1975 году была открыта новая средняя школа № 1. За период с 1976 по 1996 год было построено 210 тыс. квадратных метров жилья. ЛКФ построила и передала городу торговый центр, Дом быта, несколько детских садов, банно-прачечный комбинат, базу газового хозяйства.
В 1974 году в посёлке открылась детская музыкальная школа, а в 1976 году на её базе была создана школа искусств. В 1990 году музыкальной школе было передано здание бывшей двухэтажной больницы, а в июне 1997 года школе искусств — здание бывшего клуба юных техников. В нём был открыт концертно-выставочный зал, которому в 2000—2001 учебном году было присвоено имя профессора Санкт-Петербургской консерватории В. В. Нильсена.
В 1976 году с началом строительства ЛКФ было принято решение о создании специального строительного подразделения (СУ-328). После акционирования этот коллектив стал называться «Акционерное общество Антропшинский строительный комбинат» (1992). Позднее его база, около ж.д. станции Антропшино, была продана Сталепромышленной компании, а с 2014 года деятельность предприятия практически прекращена.
В 1985 году было введено в строй трёхэтажное здание поликлиники, а в 1989 году — больничный комплекс со стационаром на 225 коек, больничный комплекс стоял в запустении до 2018 года, после чего был разрушен.
Указом Президиума Верховного Совета РСФСР № 5280-1 от 28 июня 1993 года рабочий посёлок Коммунар был отнесён к категории городов районного подчинения.
В 2008 году в городе был открыт ФОК «Олимп» на 120 человек.
В 2019 году на месте больничного комплекса было начато строительство реабилитационного центра.

## География
Город находится на реке Ижора.
Расположен в северо-восточной части района на автодороге 41К-229 (подъезд к г. Коммунар) в месте её примыкания к автодороге 41К-010 (Красное Село — Гатчина — Павловск), к северо-востоку от Гатчины. Расстояние до районного центра — 25 км.

## Демография
| 1862    | 1959    | 1970    | 1979    | 1988    | 1989    | 1997    | 1998    | 2000    |
| ------- | ------- | ------- | ------- | ------- | ------- | ------- | ------- | ------- |
| 1536    | ↗5298   | ↗6854   | ↗8507   | ↗15 800 | ↗17 791 | ↘17 400 | ↗17 500 | ↘17 400 |
| 2001    | 2002    | 2005    | 2006    | 2007    | 2008    | 2009    | 2010    | 2011    |
| ↘17 300 | ↘17 164 | ↗17 300 | ↗17 500 | →17 500 | ↗17 700 | ↗17 770 | ↗20 211 | ↗20 215 |
| 2012    | 2013    | 2014    | 2015    | 2016    | 2017    | 2018    | 2019    | 2020    |
| ↗20 711 | ↗21 099 | ↗21 260 | ↗21 575 | ↗21 743 | ↗21 965 | ↗22 055 | ↗22 522 | ↘22 221 |
| 2021    | 2023    | 2024    | 2025    |         |         |         |         |         |
| ↗25 793 | ↘25 764 | ↘25 706 | ↗25 830 |         |         |         |         |         |

На 1 января 2025 года по численности населения город находился на 549-м месте из 1124 городов Российской Федерации. По этому показателю занимает второе место в Гатчинском районе. Среди жителей города распространена маятниковая миграция.

### Национальный состав
Согласно данным Всероссийской переписи населения 2021 года в городе проживали 25 793 человека, из них:
 русские — 22 510, украинцы — 141, армяне — 133, узбеки — 128, белорусы — 93, татары — 72, таджики — 60, киргизы — 43, казахи — 26, цыгане — 21, грузины — 19, лезгины — 19, чуваши — 18, финны и ингерманландцы — 17, азербайджанцы — 15, евреи — 14, аварцы — 12, даргинцы — 11, корейцы — 10, карелы — 9, коми — 9, мордва — 9, немцы — 8, марийцы — 7, удмурты — 7, осетины — 6, молдаване — 5, табасараны — 5, калмыки — 4, мордва-эрзя — 4, башкиры — 3, гагаузы — 3, кумыки — 3, чеченцы — 3, чукчи — 3, алтайцы — 2, буряты — 2, вепсы — 2, ингуши — 2, коми-пермяки — 2, латыши — 2, литовцы — 2, поляки — 2, туркмены — 2, арабы — 1, крымские татары — 1, саамы — 1, якуты — 1, другие национальности — 257 человек, остальные национальность не указали.

## Местное самоуправление
Город Коммунар является муниципальным образованием — городским поселением в составе Гатчинского муниципального района. Площадь городского поселения — 13,53 км². Муниципальное образование образовано 16 декабря 2004 года. Местное самоуправление осуществляется на основании устава.
Первым главой администрации города был Черников Сергей Сергеевич. Вторым — Бабкин Владимир Георгиевич. Третьим — Пункина Лариса Максимовна.
До октября 2023 года главой муниципального образования являлась Шагай Людмила Аркадьевна. В ноябре 2023 года главой был избран Салыкин Алексей Сергеевич.

## Экономика

### Промышленность
Основу экономики города составляют предприятия целлюлозно-бумажной промышленности:
- ОАО «Санкт-Петербургский картонно-полиграфический комбинат» (входит в корпорацию «Knauf») — производство коробочного картона
- ОАО «Бумажная фабрика Коммунар» — производство бумаги, кальки, картона
- ЗАО «Бумажная фабрика „Комсомолец“» — производство бумаги для гофрирования и технического картона
- ОАО «Эй Си Эй Пэкэджинг Санкт-Петербург» — производство гофротары
- ОАО «Илим Гофра» — производство гофротары

Также в городе расположены:
- ООО «Яношка Павловск» — производство цилиндров для машин глубокой печати
- ОАО «Фанема» — выпуск дорнита, утеплителей для верхней одежды, набивка для мебельного производства
- ЗАО «Коммунар-Вторма» — производство пластмасс и бумажных гильз
- ЗАО «Антропшинский строительный комбинат» — строительство жилых домов и промышленных объектов
- ООО «Запстрой» — строительство жилых домов.
- ООО «Милест» — вывоз, переработка и утилизация отходов
- Schneider Electric — производство высоковольтных комплектных распределительных устройства с элегазовыми выключателями серии RM6
- Smurfit Kappa — ирландская компания, один из ведущих производителей гофрированной упаковки в Европе

### Торговля
На 1000 жителей приходится 556 м² торговых площадей. Численность работников торговли и общественного питания составляет 800 человек.
В городе работают магазины известных торговых сетей:
- Магнит
- Пятёрочка
- Дикси
- Fix Price

Помимо крупных сетей в Коммунаре работают более десяти малых продуктовых магазинов.
На Ленинградском шоссе расположены два небольших торговых центра и мини-рынок. Также есть три аптеки и отдел оптики, салоны сетей МТС, Мегафон и Tele2, салон сети Связной, магазин детских товаров, специализированный магазин сантехники, две автозаправочные станции и другие предприятия торговли и бытового обслуживания.

## Социальная инфраструктура
В городе расположены следующие объекты социальной значимости:
- Муниципальное казённое учреждение «Центр культуры, досуга и творчества муниципального образования город Коммунар» (МКУ «ЦКД и Т МО город Коммунар»[57])

- Муниципальное образовательное учреждением дополнительного образования детей «Коммунаровская школа искусств»
- Муниципальное учреждение «Центральная городская библиотека»
- Муниципальное образовательное учреждением дополнительного образования детей «Коммунарская детско-юношеская спортивная школа»
- Муниципальное учреждение «Физкультурно-оздоровительный комплекс „Олимп“»
- три средние школы (№ 1, 2 и 3)
- три детских сада (№ 35, 38 и 42)
- два отделения почтовой связи

## Жилая застройка
Жилые дома в городе представлена блочными домами различных серий (высотой от 5 до 12 этажей), кирпичными домами различных проектов (высотой от 2 до 10 этажей), деревянными двухэтажными жилыми домами, индивидуальными частными домами.
В 2000-х годах после длительного перерыва в городе продолжилось многоэтажное жилое строительство — были достроены два жилых дома в центре города, строительство которых было приостановлено в 1990-х годах. С 2000-х годов инвесторами велась проработка возможности строительства крупного жилого района, так называемого «третьего» микрорайона (рядом со средней школой № 3), но строительство так и не было начато. В 2004 году было начато строительство 10-этажного жилого комплекса на главной улице города — Леншоссе, которое было завершено в 2006 году. С 2006 по 2010 год был построен пятиэтажный дом на улице Западная и жилой комплекс из двух десятиэтажных домов серии 600.11 на перекрестке улиц Ижорской и Павловской. В 2009 году в городе, по программе расселения аварийных домов, были снесены 20 деревянных домов довоенной постройки, расположенных в центре города, а их жителям бесплатно выделены квартиры в новых домах на улице Ижорская.
В 2012 году на окраине города, около платформы Антропшино начато строительство нового квартала города — «Ново-Антропшино», с собственными объектами инженерной инфраструктуры. В 2014 году было начато строительство жилого квартала «Город детства», однако к 2016 году строительство было заморожено, а в 2018 году застройщик был признан банкротом, со значительным количеством пострадавших дольщиков.
- Фотографии жилой застройки города Коммунар
- Гатчинская улица, 20А
- Транспортный переулок, 4
- Ижорская улица, 12
- Улица Бумажников, 3

## Транспорт
На восточной окраине города находится железнодорожная станция Антропшино линии Санкт-Петербург — Витебск.
К западу от города проходит автомобильная дорога 41К-010 Красное Село — Гатчина — Павловск.
В городе осуществляется автобусное сообщение по следующим маршрутам:
| №     | Конечная остановка 1          | Конечная остановка 2       | Перевозчик                                         | Примечания |
| ----- | ----------------------------- | -------------------------- | -------------------------------------------------- | --- |
| 527   | Гатчина, Варшавский вокзал    | Станция Кобралово          | ПТ «Гатчинамаршрутавто», ИП Дронин Дмитрий Юрьевич | |
| 528   | Коммунар                      | Павловск, вокзал           | ООО «Транс-Балт»                                   | |
| 529   | Гатчина, Варшавский вокзал    | Павловск, вокзал           | ООО «Транс-Балт»                                   | |
| 545   | Пушкин, Железнодорожная улица | Коммунар                   | ООО «Вест-Сервис» (ХК «Питеравто»)                 | Социальный автобусный маршрут города Санкт-Петербурга. Оплата наличными не принимается, возможна активация отложенного пополнения карты «Подорожник» |
| 545-К | Лукаши                        | Станция метро «Московская» | АО «Третий парк»                                   | |

- ПАЗ-320435-04 «Vector Next» АО «АТП-31», маршрут № 1
- КАвЗ-4238 ООО «Питеравто» на Садовой улице, маршрут № к-363, июль 2010 года

## Партнёрские города
- Светлогорск, Гомельская область[74][75]

## Почётные жители города Коммунар
По состоянию на 17 января 2022 года 11 человек имеют статус почётного жителя города:
- Голод Янкель Бениаминович (род. 1929)
- Зингаревич Борис Геннадьевич (род. 1959)
- Иванов Анатолий Иванович (род. 1934)
- Ильин Владимир Иванович (род. 1958)
- Кузьменкова Лия Васильевна (род. 1932)
- Куликова Галина Германовна (род. 1962)
- Огурской Юрий Борисович (род. 1937)
- Павлова Ирина Матвеевна (род. 1951)
- Пункина Лариса Максимовна (род. 1952)
- Савва Виктор Константинович (род. 1947)
- Сергачёв Валерий Николаевич (род. 1946)